# Aeroporto di The Valley-Wallblake
L'Aeroporto di Anguilla (ICAO: TQPF - IATA: AXA), noto anche come Aeroporto Clayton J. Lloyd e già Aeroporto Wallblake, è un aeroporto britannico situato a circa 1 km a sud di The Valley, capitale dell'isola di Anguilla, territorio d'oltremare britannico nei Caraibi.